# Goblinaja otavaloa
Goblinaja otavaloa är en insektsart som beskrevs av Kramer 1965. Goblinaja otavaloa ingår i släktet Goblinaja och familjen dvärgstritar. Inga underarter finns listade i Catalogue of Life.